# Нуринская волость (Семипалатинская область)
Нуринская волость — казахская кочевая волость в Каркаралинском уезде Семипалатинской области.

## История
Создана путём деления Альтеке-Сарымовской волости на Нуринскую и Токраунскую волости в 1878 году. К Нуринской волости отошли следующие ответвления рода сарым: Байдаулет — 250, Айдабул — 307, Конурбай — 200, Дерипсалы — 200, Табын — 100 и Алшын — 100, всего 1157 кибиток (хозяйств).
26 января 1923 года к волости была присоединена часть Бугулинской волости.
В октябре 1923 года, на основании постановления ЦИК КазАССР от 5 июля 1923 года объединена с Акчатавской, Токраунской и Чулымской в Кедейскую волость.

## Главы
- Майлыбай Байгуттин 1878—1883
- Орынбай Иманов 1883—1899
- Бокай Сандыбаев 1899—1911
- Аманбек Татибеков 1911—1913
- Шайхы Жусупов 1913-
- Ахметжан Талпаков 1916—192…

### Волостные управители и бии Нуринской волости 1878—1916 годы
По приказу от 30 января 1878 года волостным управителем утверждён Малыбай Байгутин, заместителем волостного — Клышбек Токтаров. Народные судьи в аулах: Хасен Жангутин, Арыстанбек Даулетов‚ Такен Жанабаев, Каскара Тасыбеков, Баймурын Иманов, Жаманке Жаназеров, Талпак Саржанов. А вот
фамилии аульных старшин Байжума Акимтаев, Бексултан Бактыбаев, Ибрай Чингожин, Айгоза Токаев, Танике Давлетдияров, Артыкбай Жуманов.
На создание в Российско империи Добровольческого флота в 1879 году Клышбек Токтаров внёс 35 руб., Малыбай Байгутин — 25 руб., Арыстанбек Даулетов — 15 руб., Байжума Акимтаев — 13 руб., Хасен Жангутин и Такен Жанабаев по 10 руб., Каскара Тасыбеков и Талпак Саржанов — по 5 руб., Артыкбай Жуманов — 4 руб. По одному рублю внесли Баймурын Иманов, Бексултан Бектыбаев, Ибрай Чингожин, Айгоза Токаев, Танике Давлетдияров.
С 20 декабря 1880 года волость вновь возглавил Малыбай Байгутин, заместитель волостного — Акыжан Бюрин. Народные судьи в аулах: Арыстанбек Даулетов, Сатпак Аймагамбетов, Такен Жанабаев, Каскара Тасыбеков, Баймурын Иманов, Турлугул Сериков, Кымбатбай Мыктыбаев.
С 17 декабря 1883 года во главе волости Орунбай Иманов и Сатпак Джангутин. Народные судьи в аулах: Арыстанбек Даулетов, Сатпак Аймухаметов, Кенсары Манов, Баймурын Иманов, Ахмет Балтакаев, Талпак Саржанов, Каскыр (?) Тасыбаев.
По приказу № 142 военного губернатора 2 декабря 1886 года утверждены волостным управителем — Орунбай Иманов, заместителем волостного — Сатпак Джангутин. Биями назначены Арыстанбек Даулетов, Сатпак Аймагамбетов, Такен Жанабаев, Тюртюбай Куленев, Баймурын Иманов, Сабырбаи Байигобылов, Куланбек Темтюгуров.
С 1 августа 1889 года во главе волости Орунбай Иманов, Баумбек Токтубаев. Народные судьи в аулах: № 1 — Арыстанбек Даулетов, № 2 — Сатпак Аймагамбетов, № 3 — Такен Жанабаев, № 4 Тюртюбай Куленев (умер 31.07.1890), № 5 — Исанбек Каракатов и Баймурын Иманов, № 6 — Ахмет Балтакаев и Сабырбай Байгобылов, № 7 — Куланбек Темтюгуров и Талпак Саржанов.
С 22 августа 1892 года во главе волости вновь Орунбай Иманов и Баумбек Токтубаев. Свои посты сохранили и многие судьи в аулах: № 1 — Арыстанбек Даулетов, № 2 — Сатпак Аймагамбетов, № 3 — Такен Жанабаев, № 4 Жусуп Жанабаев и Каскер (?) Тасыбеков, № 5 — Есенбек Каракатов и Баймурын Иманов, № 6 — Сабырбай Байгобилов‚ № 7 — Талпак Саржанов, № 8 — Даукун (?)Корумбаев (?).
С 19 сентября 1895 года должность волостного управителя в последний раз занял Орунбай Иманов, заместителем стал Бокай Сандыбаев. Народные судьи в аулах: № 1 — Арыстанбек Давлетов, (старшиной был Оспан Утебаев), № 2 — Сатпак Аймухаметов, № 3 — Такен Жанабаев‚ № 4 — Каскар Тасыбеков, № 5 — Балтабек Баймурынов‚ № 6 — Сабирбай Байгобилов, № 7 — Талпак Саржанов, № 8 — Даукун Корусбаев (?), № 9 — Тушкун (?) Абулпеизов, № 10 — Калил (?) Дюсенбаев.
С 28 января 1899 года волостью управляет Бокай Сандыбаев, заместитель — Сагандык Сандыбаев. Народные судьи в аулах: № 1 — Арыстанбек Давлетов, № 2 — Сатпак Аймухаметов, № 3 — Такен Жанабаев, № 4 — Жусуп Жанбаев, № 5 — Баумбек Тактыбаев, № 6 — Сабирбай Байгобилов, № 7 — Итмагамбет (?) Джапаков, № 8 — Даукун Коруспаев, № 9 — Тушкун Абильпеизов, № 10 — Калиль Дюсенбаев.
С 30 октября 1901 года Бокай и Сагандык Сандыбаевы снова во главе волости. Народные судьи в аулах: № 1 — Арыстанбек Давлетов, № 2 — Татибек Жангутин, № 3 — Бокай Утепов, № 4 — Жусуп Жанабаев, № 5 — Каумбек Токсанбаев (?), № 6 — Сабирбай Байгобилов, № 7 — Талпак Саржанов, № 8 — Бек Октемиров, № 9 — Тоткуш Абалпеисов, № 10 — Халил Дюсенбаев.
С 25 января 1905 года дуэт Бокай и Сагандык Сандыбаевы в третий раз во главе волости. Народные судьи и их заместители в аулах: № 1 — Арыстанбек Давлетов и Котан (?) Арыстанбеков, № 2— Омар Жувасбаев и Сатпак Жангутин, № 3 — Акжан Бурин и Такен Жанабаев, № 4 — Жусуп Жанабаев и Баймула (?) Жанабаев, № 5 — Смагул Орунбаев и Кутиге (?) Орунбаев, № 6 — Сабирбай Байгобилов и Кернейбек (?) Бекишев, № 7 — Талпак Саржанов и Малимбек (?) Корганбаев, № 8 — Бек Октемиров и Кособай Бектемиров, № 9 — Тоткуш Абильфаизов и Омар Бейсенбин, № 10 Халил Дюсенбаев и Есенбек Каракатов, № 11 — Кымбатбай Мыктыбаев и Момынбек Базарбаев.
Телеграмму в Санкт-Петербург 22 июля 1905 года от жителей волости подписали Арыстанбек Давлетов и Халиулла Дюсембаев.
Приказом Степного губернатора от 9 марта 1906 года Похвальным листом награждены бии Арыстанбек Давлетов и старшина Бекхожа Чинхожин (аул № 1), бий аула № 4 Жусуп Жанабаев, бий аула № 6 Сабирбай Байгобилов и старшина Баспак Малгабаров (аул № 6), бий аула № 7Талпак Саржанов, бий аула № 9 Тоткуш Абильфаизов, бий аула № 10 Халил Дюсенбаев и бий аула № 11 Кымбатбай Мыктыбаев.
В четвёртый раз подряд со 2-го октября 1907 года во главе волости Бокай Сандыбаев. Заместителем указан Садвокас Сандыбаев. Народные судьи и их заместители в аулах: № 1 — Спан Арыстанбеков и Арыстанбек Давлетов, № 2 — Омар Жувасбаев и Каскар Сатин, № 3 — Садвокас Алпин (?) и Исабек Макыбаев, № 4—Казанбас Мыржиков и Дюсен Тортебаев, № 5 — Котиш Орунбаев и Смагул Орунбаев, № 6 — Сабыр Байгобилов и Смагул Байгобилов, № 7 — Талпак Саржанов и Макульбек Тогантаев, № 8 — Сыздык Даукумов и Исабек Бактыбаев, № 9 — Туткуш Абильпеисов и Омар Бейсембин, № 10 — Коржунбай Алдакиев (?) и Халил Дюсенбаев, № 11 — Кымбат Мыктыбаев и Мамбет Базарбаев, № 12 — Есмагамбет Котебаев и Али Утелеуовов.
С 9 марта 1911 года волостным утверждён Аманбек Татибеков, заместителем — Шайкы Жусупов. Народные судьи и их заместители в аулах: № 1 — Спан Арыстанбеков и Арыстанбек Давлетов, № 2 — Жакып Джаселев (?) и Сыздык Татубеков, № 3 — Жусупбек Такенев и Серик Акыжанов, № 4 — Жусуп Жанабаев и Баймерден Джанасов, № 5 — Каумбек Токсанбаев и Сламбек Бийжанов, № 6 — Аялы Алдияров и Тажи Беков, № 7 — Ахметжан Талпаков и Малинбек (?) Корганбаев, № 8 — Сыздык Таукумов и Каиржан Жаналин, № 9 — Туткуш Абильпеисов и Сабек (?) Трусбеков, № 10 — Ермекбай Рашибеков (?) и Саугобай Калилин (?), № 11 — Мамбет Базарбаев и Оспан Кымбатбаев, № 12 —Абдрахман Ельчибаев и Касен Айдосов.
С 14 декабря 1913 года во главе волости Шайкы Жусупов. Народные судьи и их заместители в аулах: № 1 Садвокас Сандыбаев и Жаимбек Мочеков, № 2 — Омар Жувасбаев и Сабт Имагамбетов, № 3 — Исабек Накыпбаев и Джахмет (?)Абенов, № 4 — Жиренбай Жакыпбаев и Арынбек Каскаров, № 5 Балтабек Баймурынов и Смагул Орунбаев‚ № 6 — Куланбек Бекишев и Сабирбай Байгобилов, № 7 — Ахметжан Талпаков и Ибрай Молдабаев, № 8 — Сыздык Даукумов и Атабай Чокобаев, № 9 — Токуш Абильпеисов и Сабек Труспеков, № 10 — Кантула Дюсембаев и Султан Калиулыов, № 11 — Кымбатбай Мыктыбаев и Мамбет Базарбаев, № 12 — Ешмагамбет Когубеков (?) и Хусаин Дюсупов.
В 1897 году проводилась перепись населения Семипалатинской области. Бронзовый знак переписчика имел и старшина аула № 4 Казангап Малаев. Население Нуринской волости достигло 5709 человек. В 1898 году В волости учтено 1264 кибитки и 6590 человек населения.
Орынбек Иманов был удостоен наград Степного губернатора — Похвальный лист 5 мая 1887 года, Почётный халат III разряда — 30 апреля 1894 года, Почётный халат II разряда — 13 марта 1897 года. Бокай Сандыбаев был отмечен 20 марта 1907 года Похвалmным листом.
На государственной службе скончались и были исключены из списков Торебай Куленев (аул № 4) — 31 июля 1890 года, Сабырбай Байгобилов (аул № 6) — 28 февраля 1915 года.
Сабырбай Байгобилов и Талпак Саржанов избирались 8 раз, рекордсменом же надо считать Арыстанбека Давлетова — его имя встречается в списках биев 11 раз.
К 1914 году из жителей Нуринской волости домовладение в Каркаралах имели Нурсеит Сабалаков и Ахмет Алимбетов.
Сагандык Сандыбаев в 1902—1904 годах состоял действительным членом Семипалатинского подотдела Русского Географического Общества.

## Делегаты 1917 года
Уполномоченные (делегаты) от волости на 6 марта 1917 года: Татимбеков Аманбек, Кашкенбаев Турсынбек;
Членами Совета уездного комитета избрать от волостей: Айимбетов Ахметжан, Мусатаев Турсынбек;

## Население

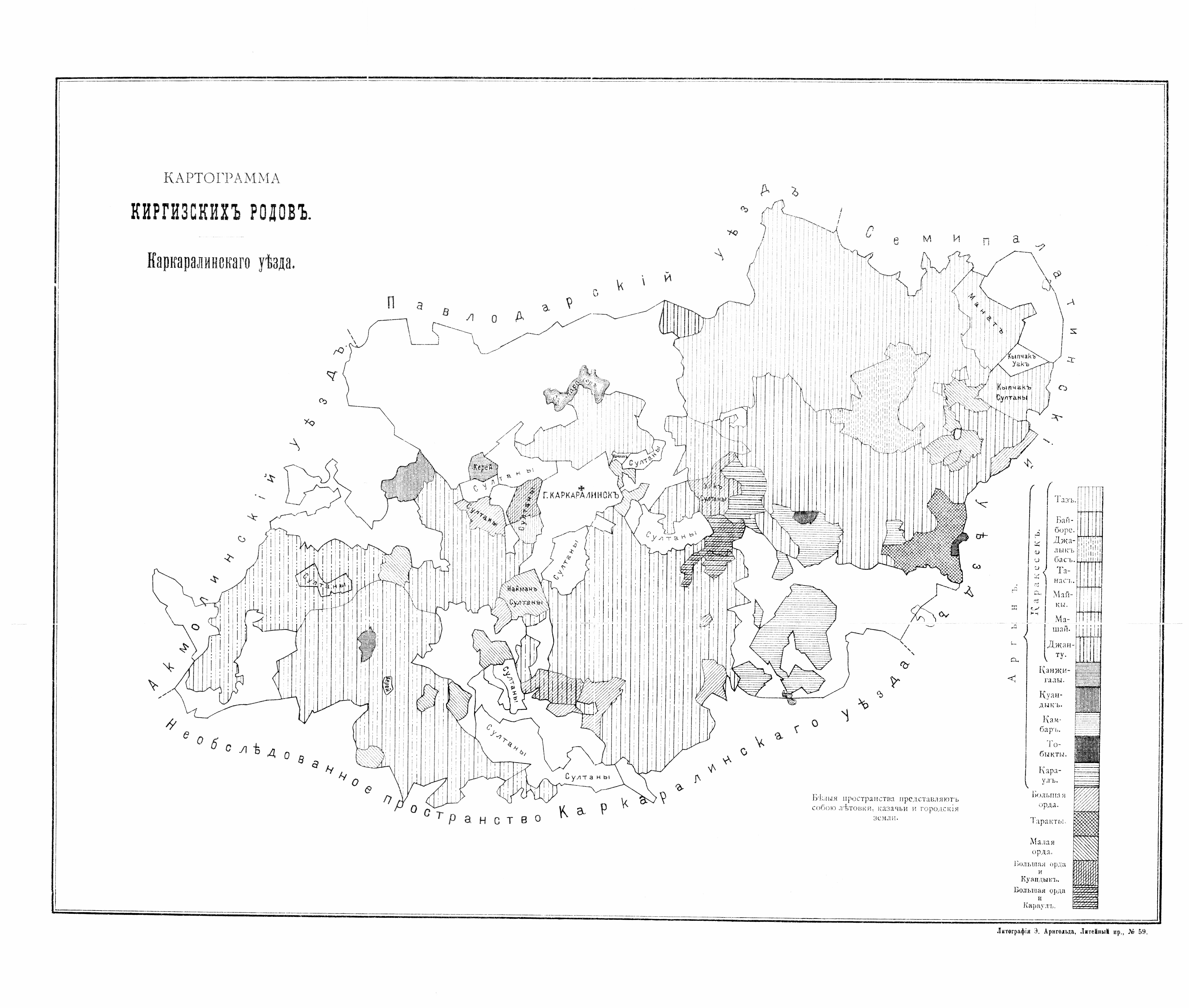
Картограмма киргизских родов Каркаралинского уезда 1905

Население составляет в основном подрод Сарым рода Каракесек племени Аргын. Численность кибиток отделении подрода Сарым на 1884 год:
- Байдаулет — 250
- Айдабол — 307
- Конурбай — 200
- Дерипсалы — 200
- Табын — 100 (Не входит в Сарым, из Младшего джуза)
- Алчин — 100 (Не входит в Сарым, из Младшего джуза)
- Всего 1157[7]

### Генеалогия
Аргын — Каракесек — Түйте — Майқы — Сарым (делится на два крупных подрода):

| Өтеміс (В Токраунской волости) 1. Құлық 2. Көшкін 3. Қожағұл | Тоқсан 1. Байдәулет 2. Қоңырбай 3. Айдабол 1. Дербісалы 2. Шуаш 3. Кенжебай |

- Нуринская волость (Семипалатинская область) на «Родоводе». Дерево предков и потомков

## Представители
- Абдиров, Нуркен Абдирович (Байдәулет)
- Шаяхметов, Рахимжан Омарович
- Нурланов, Кенес Азимханович
- Болганбаев, Асет Болганбаевич[8]
- Абишев, Хабылсаят Азимбаевич — Депутат Верховного Совета Республики Казахстан XIII созыва, 1957 года рождения, докторант Института государства и права НАН Республики Казахстан, г. Караганда. От Жезказганской области.
- Жанкутты Ботантайулы

## Территория

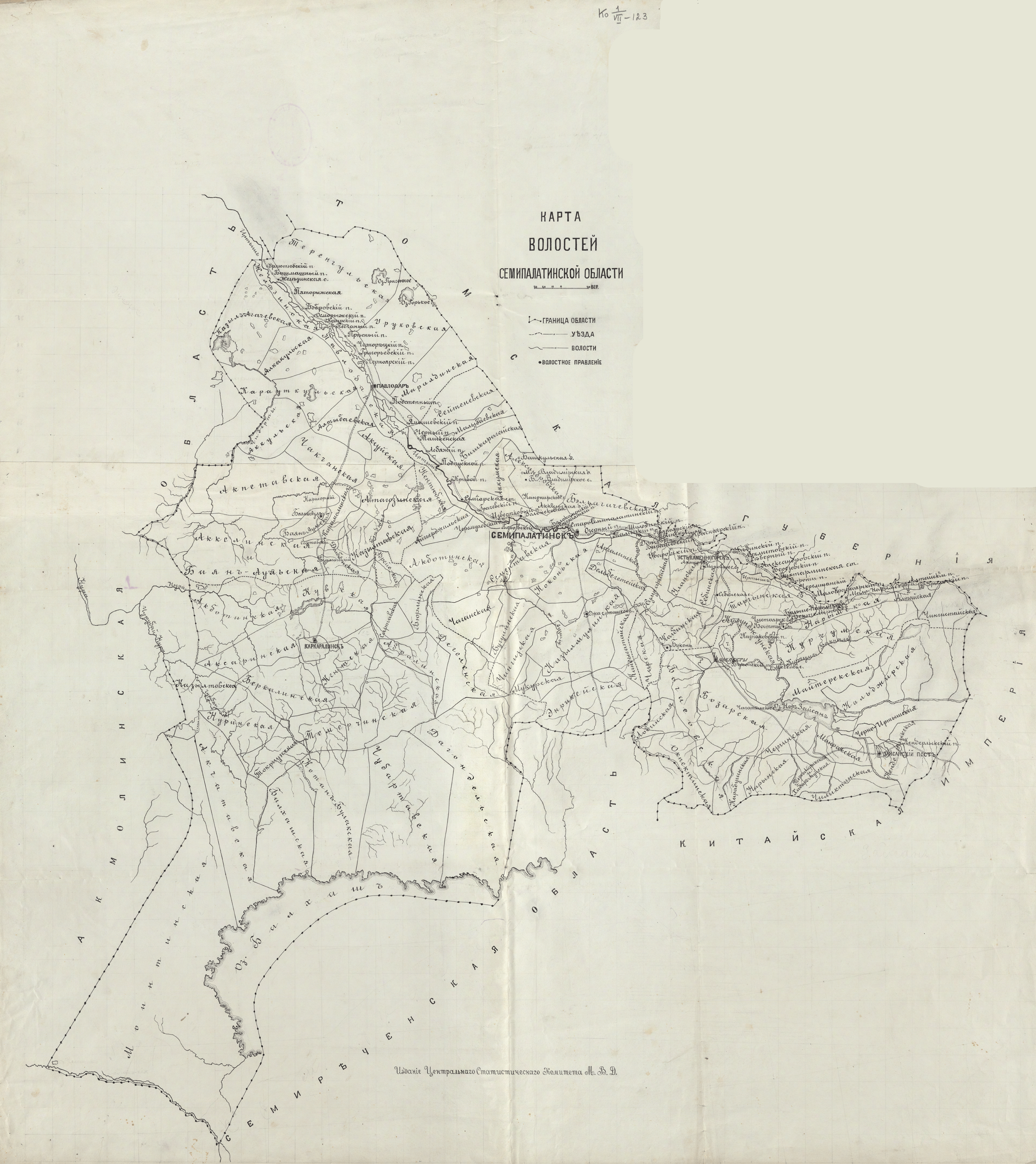
Карта волостей Семипалатинской области 1893 года

Территория находилась на севере современного Шетского района.

## Административное деление
Делилась на 8 административных аулов:
| Название аула | Число кибиток (1887)1878 |
| ------------- | ------------------------ |
| 1             | 134                      |
| 2             | 135                      |
| 3             | 139                      |
| 4             | 201                      |
| 5             | 191                      |
| 6             | 132                      |
| 7             | 192                      |
| 8             |                          |
| Всего         | 1124                     |

1898 год.
| Название аула | Число кибиток (1887) | число хозяйственных аулов | Подроды                                                                       |
| ------------- | -------------------- | ------------------------- | ----------------------------------------------------------------------------- |
| 1             |                      | 32                        | Нарбота, Кушикбай, Абайла, Кожа, Тлеукабыл                                    |
| 2             |                      | 35                        | Абайла, Атантай, Маман, Малшыбай, Ботантай, Накат                             |
| 3             |                      | 42                        | Баян, Донгелек, Тлеукабыл, Буры, Байбуры, Кушикбай, Баймурза, Тлеуке Колдабай |
| 4             |                      | 64                        | Койайдар, Каламбай, Мамбет, Есильбай                                          |
| 5             |                      | 55                        | Токтар, Торак, Дембы, Карамыс, Кыдырали, Дерпсалы,                            |
| 6             |                      | 47                        | Досан из Табын,                                                               |
| 7             |                      | 88                        | Байтока, Джантока, Джабагы                                                    |
| 8             |                      | 33                        |                                                                               |
| 9             |                      | 33                        |                                                                               |
| 10            |                      | 35                        |                                                                               |
| Всего         |                      |                           |                                                                               |

## Известные жители
- Шортанбай Канайулы